# Nocodazole
 (janvier 2020).
Si vous disposez d'ouvrages ou d'articles de référence ou si vous connaissez des sites web de qualité traitant du thème abordé ici, merci de compléter l'article en donnant les références utiles à sa vérifiabilité et en les liant à la section « Notes et références ».
Le nocodazole est une substance qui est capable de provoquer indirectement la dépolymérisation des microtubules en se fixant sur une arginine de la β-tubuline et ainsi bloquer le développement des cellules en phase M de la mitose.
Par leur action sur les microtubules, on utilise des agents semblables qui peuvent être utilisés en biologie pour synchroniser une culture cellulaire en mitose (en fin de prophase) mais aussi en médecine pour bloquer les cellules cancéreuses et les amener à l'apoptose.
Il est donc proche d'autres produits agissant sur les microtubules, comme la colchicine et la vinblastine (qui favorisent toutes deux la depolymerisation) ou le taxol (favorisant la polymerisation).